# Bezau
Bezau ist eine Marktgemeinde im österreichischen Bundesland Vorarlberg im Bezirk Bregenz mit 2034 Einwohnern (Stand 1. Jänner 2025).
Die Gemeinde ist Hauptort des Bregenzerwalds und Sitz des Bezirksgerichts.

## Geografie
Bezau liegt im westlichsten Bundesland Österreichs, Vorarlberg, im Bezirk Bregenz südöstlich des Bodensees.
33,8 % der Fläche sind bewaldet, 38,9 % der Fläche gebirgig. Das Gemeindegebiet erstreckt sich von der Bregenzer Ach bis zur Gemeinde Mittelberg.
Der Siedlungsraum liegt im äußersten Westen an der Bregenzer Ach auf 650 Metern Meereshöhe in einem Talbecken südlich der Bezegg zwischen dem Winterstaudenkamm und dem Hinteregger Grat und erstreckt sich über etwa 7 km². Es existieren keine Katastralgemeinden in Bezau.

### Nachbargemeinden
Durch ihr sehr großes Gemeindegebiet grenzt die Marktgemeinde Bezau an sieben andere Vorarlberger Gemeinden, die zwar alle ebenso wie Bezau im politischen Bezirk Bregenz liegen, jedoch nicht geschlossen dem Bregenzerwald zugerechnet werden. Die Nachbargemeinde Mittelberg im Kleinwalsertal wird der Region Bregenzerwald nicht zugerechnet, gehört aber dennoch zum Gerichtsbezirk Bezau.
|        | Andelsbuch                                  |            |
| Reuthe | Kompassrose, die auf Nachbargemeinden zeigt | Egg        |
| Bizau  | Au Schoppernau                              | Mittelberg |

An die Gemeinde Au grenzt Bezau am Diedamskopf auf einer Länge von nur etwa 80 Metern.

### Klima
|                        | Jan  | Feb  | Mär | Apr | Mai  | Jun  | Jul  | Aug  | Sep  | Okt | Nov | Dez  |   |      |
| Mittl. Temperatur (°C) | −2,1 | −0,6 | 2,3 | 6,5 | 11,2 | 14,6 | 16,8 | 15,9 | 13,0 | 8,3 | 2,7 | −1,3 | ⌀ | 7,3  |
|                        |      |      |     |     |      |      |      |      |      |     |     |      |   |      |
| Niederschlag (mm)      | 135  | 116  | 131 | 147 | 174  | 220  | 224  | 219  | 142  | 115 | 137 | 148  | Σ | 1908 |

|  |

|  |

|  |

|  |

|  |

|  |

|  |

|  |

|  |

|  |

|  |

|  |

|  |

|  |

|  |

|  |

|  |

|  |

|  |

|  |

|  |

|  |

|  |

|  |

## Geschichte
Paläobiologische Analysen im Bezauer „Grebauer Moos“ weisen auf eine frühe Besiedlung des Gebietes hin. Holzkohlepartikel, die auf Rodungen schließen lassen, sind seit der Eisenzeit in Bezau nachweisbar, Roggenpollen finden sich ab der späten Eisenzeit, Getreide-, Walnuss- und Edelkastanienpollen kennzeichnen die Römerzeit. Für Mittelalter und Neuzeit deutet ein Rückgang von Baumpollen auf eine verstärkte Siedlungstätigkeit hin.
Die Anfänge der urkundlich dokumentierten Dauerbesiedlung von „Baezenowe“ (urkundliche Erstnennung 1249) reichen ins 12. bis 13. Jahrhundert n. Chr. zurück. Eine Kapelle als Filiale von Egg bestand bereits im 14. Jahrhundert Nach dem Bau einer neuen Kirche (1490–1494) wurde Bezau 1497 selbständige Pfarrei. 1656 wurde ein Kapuzinerkloster gegründet.
Die Habsburger regierten die Orte in Vorarlberg wechselnd von Tirol und Vorderösterreich (Freiburg im Breisgau) aus. Von 1805 bis 1814 gehörte der Ort infolge der Napoleonischen Kriege zu Bayern. Seit 1806 war Bezau infolge der Auflösung der traditionellen landständischen Verfassung durch Bayern und der Einrichtung des Landgerichtes Bezau Gerichtsort für den Bregenzerwald. 1807 wurde das Landgericht Bezau von Krumbacher Frauen gestürmt, die gegen die Einberufung ihrer Ehemänner und Söhne in die bayerische Armee protestierten.

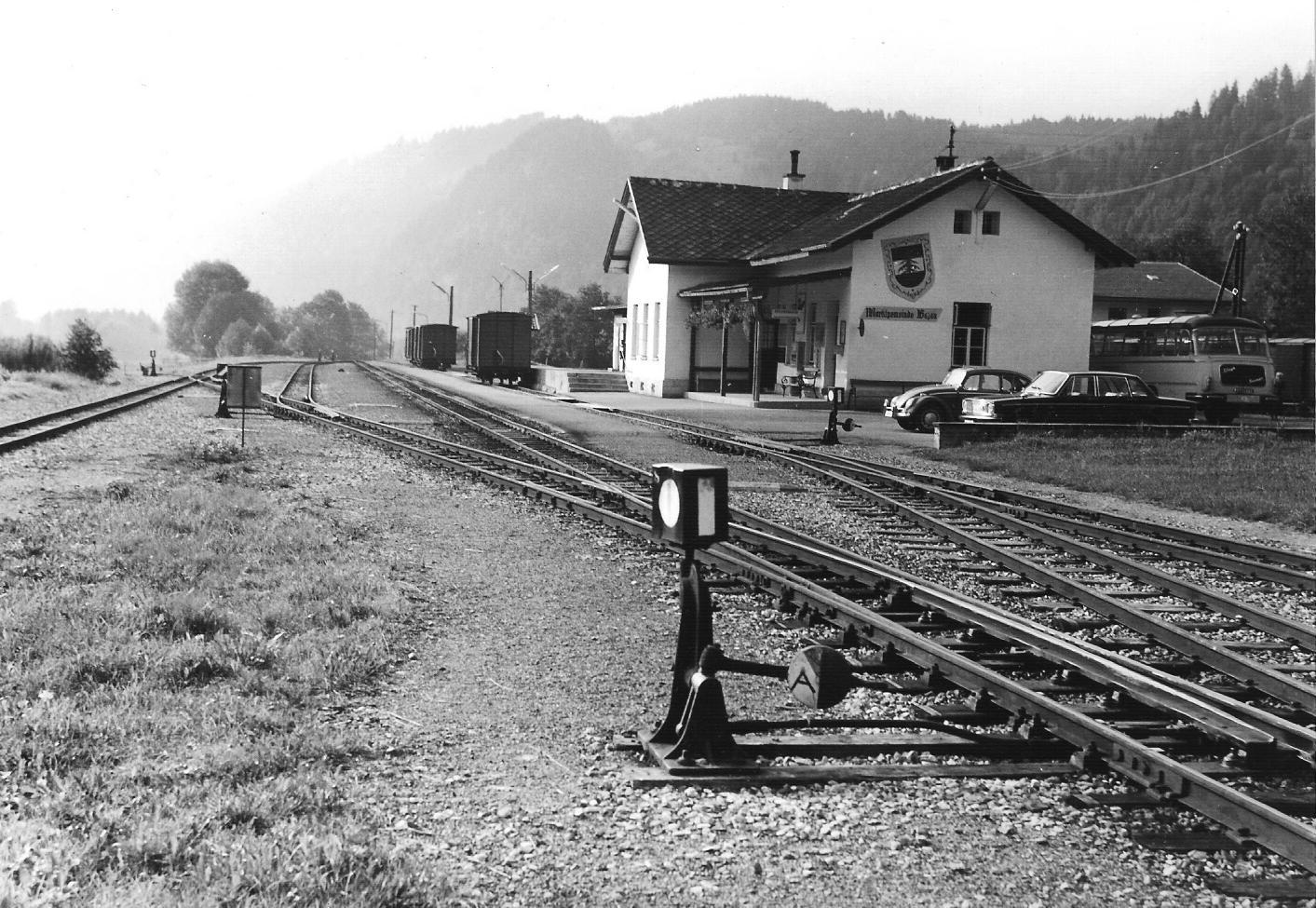
Bahnhof Bezau im Jahr 1971

Bezau mit Niedere und Winterstaude

1850 wurde das erste Postamt für den hinteren Bregenzerwald eingerichtet, 1870 die Straßenverbindung von Andelsbuch fertiggestellt und 1902 die Bregenzerwaldbahn mit Bezau als Endstation eröffnet. Zum österreichischen Bundesland Vorarlberg gehörte Bezau seit der Gründung des Vorarlberger Landtages 1861.
Der Ort war 1945 bis 1955 Teil der französischen Besatzungszone in Österreich.
1962 wurde der Ort zur Marktgemeinde erhoben. In den siebziger Jahren erfolgte die Neugestaltung des Ortskerns und 1976 die Neuanlage der Bundesstraße als Umfahrung und damit eine Entlastung vorm Durchzugsverkehr. 1980 wurde die nicht mehr konkurrenzfähige Bregenzerwaldbahn eingestellt.

### Namensherleitung
Der Name „Bezau“ (1248: Baezenouwe, später Baetzenow, Beznau, dann Bezau) ist zweigeteilt. Der erste Namensteil „Bez“ bzw. „Baez“ soll sich, wie in „Bersbuch“, von Bären ableiten. Der zweite Namensteil „au“ hat im Auwald seine Wurzeln.
Bezau wäre somit als die Bärenau zu verstehen.

### Einwohnerentwicklung
Im Jahr 2008 hatte die Gemeinde 1975 Einwohner, wobei der Anteil ausländischer Staatsbürger bei 12 Prozent lag. Diese Wohnbevölkerung Bezaus verteilte sich auf 725 Haushalte in etwa 535 Wohngebäuden.

## Kultur und Sehenswürdigkeiten

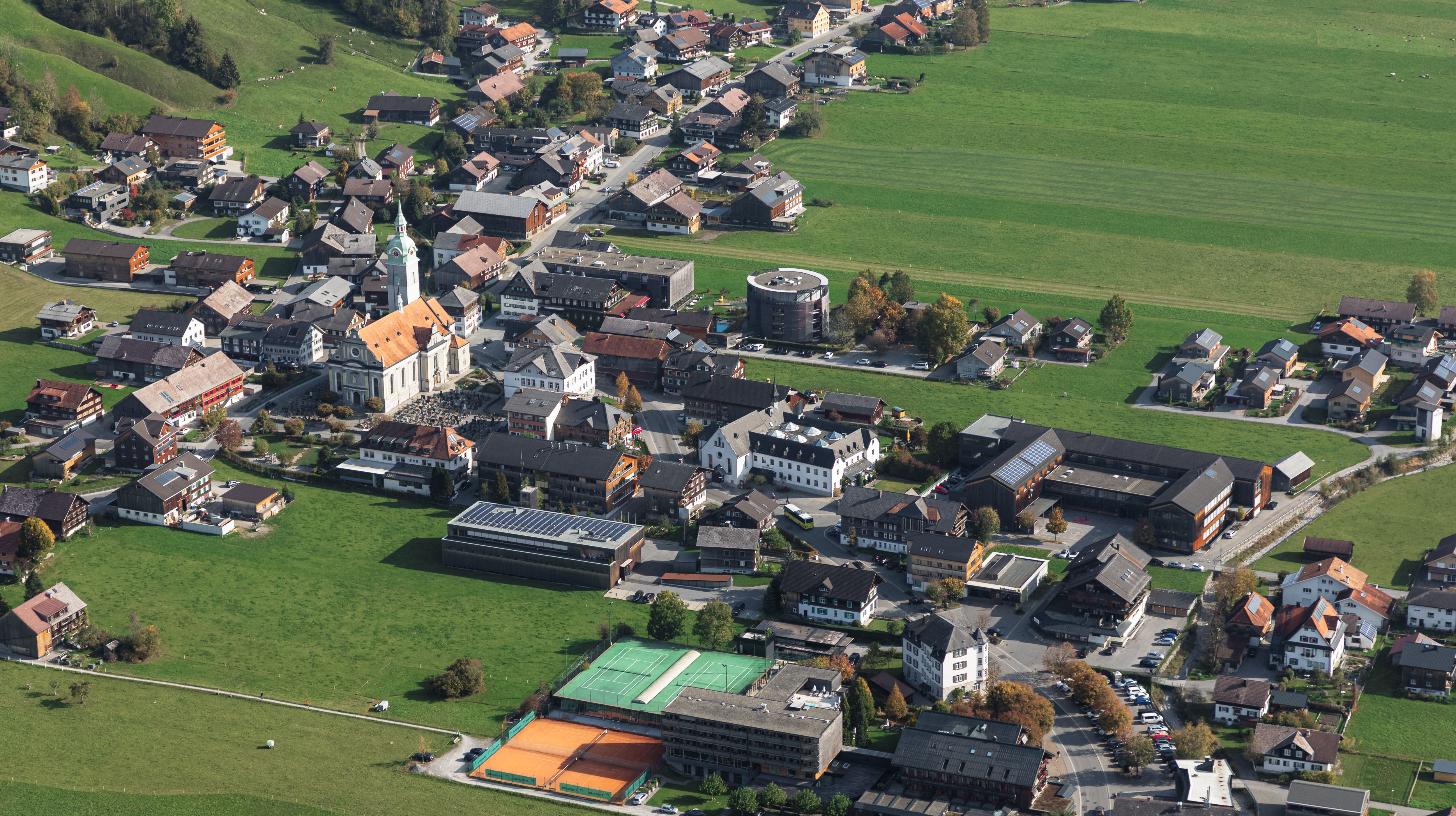
Luftbild von Bezau

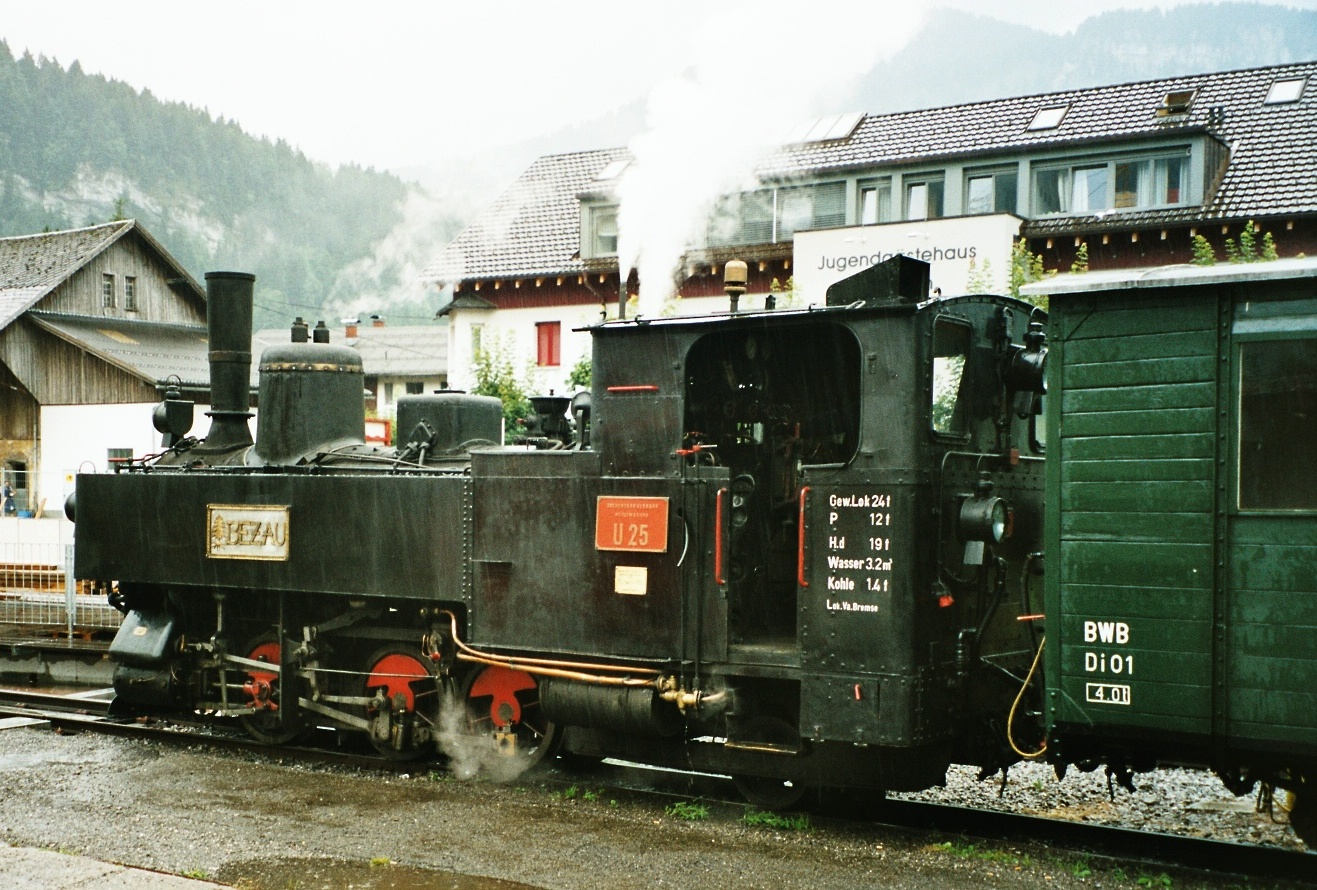
Bregenzerwaldbahn in Bezau

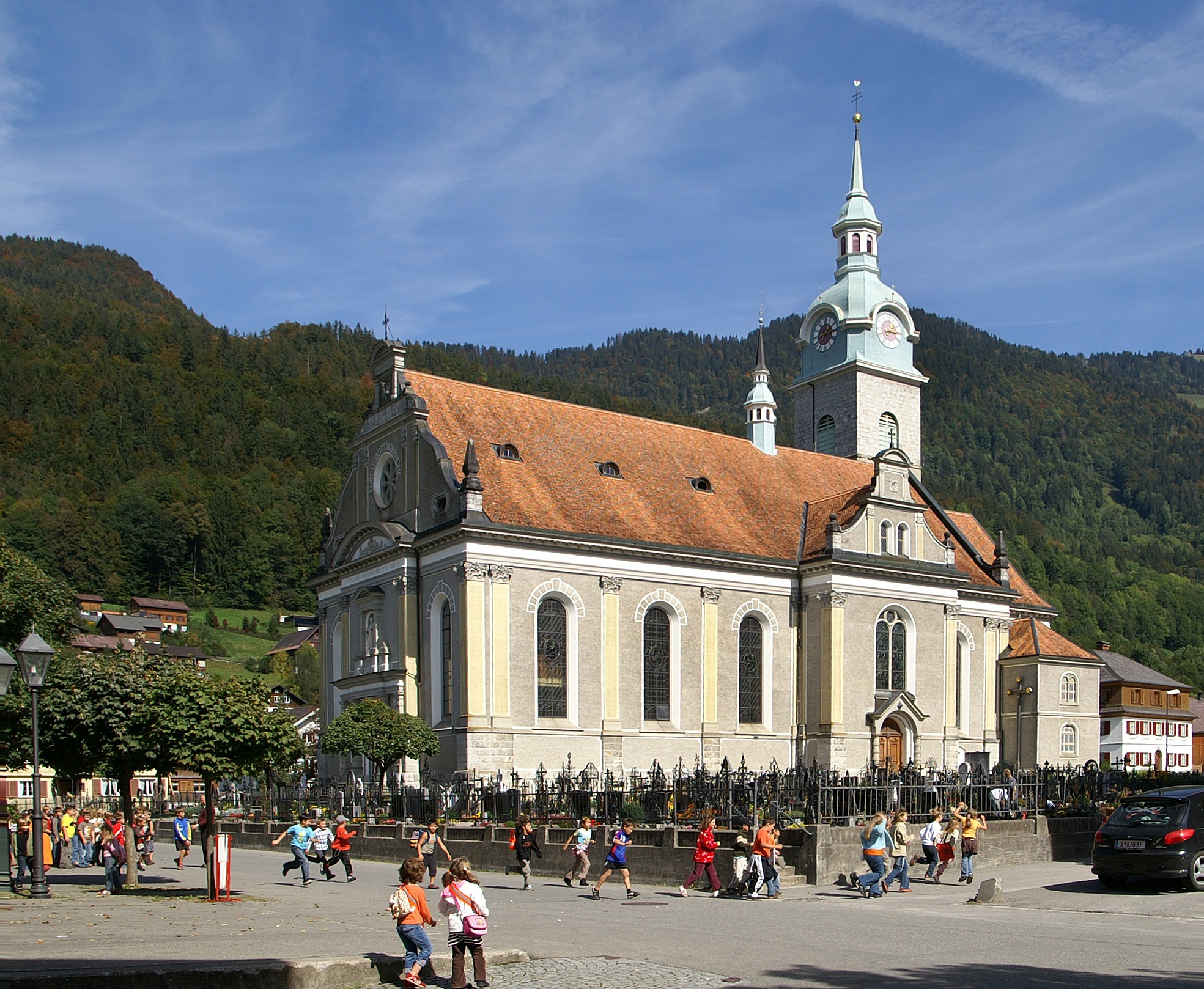
Pfarrkirche Bezau

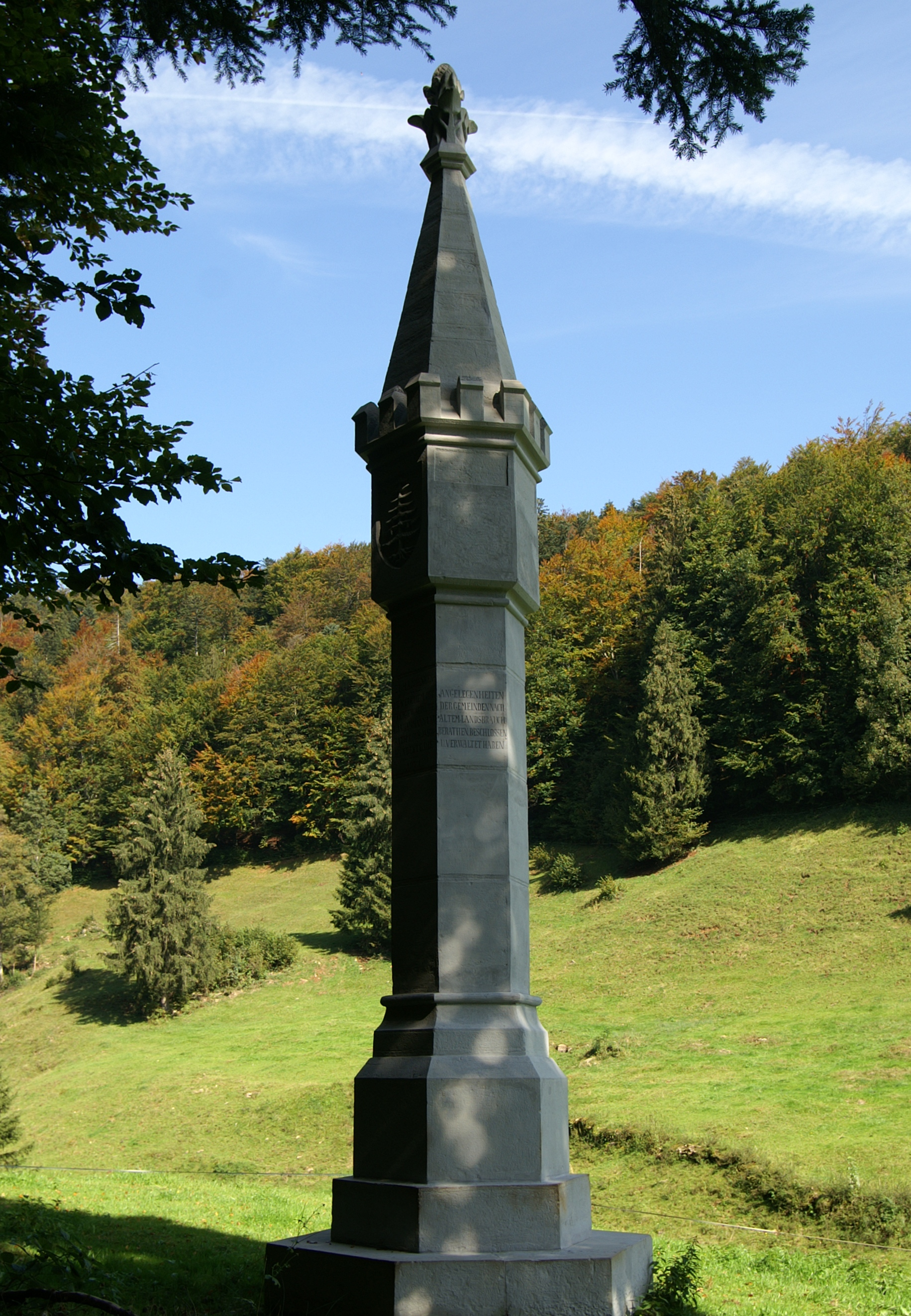
Bezeggsul

- Katholische Pfarrkirche Bezau hl. Jodok
- Museums-Eisenbahn Bregenzerwaldbahn auch „Wälderbähnle“ genannt
- Heimatmuseum Bezau in einem typischen Bregenzerwälderhaus aus dem 18. Jahrhundert
- Der Turm, eine ehemalige Fronfeste in Bezau im Bregenzerwald (Vorarlberg, Österreich)
- Kapuzinerkirche und Kloster
- Leonhardkapelle im Ortsteil Ellenbogen
- Kriegergedächtniskapelle am Ölberg im Ortsteil Greben
- Sebastiankapelle im Ortsteil Oberbezau
- Dreifaltigkeitskapelle im Ortsteil Schönenbach
- Bezeggsul (Bezegg-Säule): Die „Bezeggsul“, eine neugotische Gedenksäule, wurde 1871 auf der Passhöhe der Bezegg zwischen Andelsbuch und Bezau durch den Wiener Dombaumeister und Ringstrassenarchitekten Friedrich von Schmidt errichtet. Sie erinnert an das hölzerne Rathaus, das sich bis 1807 an dieser Stelle befand und als Versammlungsort für den Landstand des Hinteren Bregenzerwaldes diente. Das Gebäude stand damals auf acht Säulen und war nur durch eine Falltüre über eine Leiter zugänglich. Während die vom Volk gewählten Räte darin tagten, wurde die Leiter entfernt, bis die Beschlüsse gefasst waren.

### Naturdenkmäler
- Grebauer Moos: Im Ortsteil Greben liegt das Grebauer Moos, ein Hochmoor, das um 1960 erfolglos trockengelegt wurde. Heute bemüht man sich um die Erhaltung des Feuchtgebietes. Zu diesem Zweck wurden im Auftrag der Gemeinde die Pflanzenwelt kartiert, der Bodenaufbau beschrieben sowie Vereinbarungen mit ortsansässigen Landwirten über die extensive Nutzung des Mooses getroffen.
- Stonger Moos: Ein weiteres Hochmoor mit artenreichem Biotop findet sich in der Nähe von Sonderdach mit dem Stonger Moos.
- Naturdenkmal Höhlenpark
- Vorsäß Schönenbach: Es wurde 1491 erstmals erwähnt. Eingebettet in die Gebirgslandschaft besteht sie aus über 25 Häusern und einer Kapelle.
- Vorsäß Sonderdach: Das Vorsäß 'Sonderdach’ mit Vorsäßhütten, einer Kapelle und weitem Ausblick ist mit einer Kabinenseilbahn erschlossen.

### Veranstaltungen und Kulturleben

Der Wochenmarkt in Bezau

Von Anfang Juni bis Ende Oktober findet jeden Freitag der Wochenmarkt am Bezauer Dorfplatz statt.
Bezau Beatz ist ein jährliches Musikfestival. Die Konzerte finden in verschiedenen Locations statt: in der Remise des Wälderbähnles, einer Kunstschmiede, der Pfarrkirche Hl. Jodok Bezau oder dem Panorama Restaurant Baumgarten.

### Sport
Im Ortsgebiet sowie im angrenzenden Andelsbuch befindet sich das Fluggebiet Niedere-Baumgarten-Sonderdach. Aufgrund günstiger Winde und gutmütiger Thermik auf der Bezauer Seite des Fluggebietes hat sich der Ort zum beliebten Sommer- und Winterziel für Gleitschirm- und Drachenflieger entwickelt.

## Wirtschaft und Infrastruktur

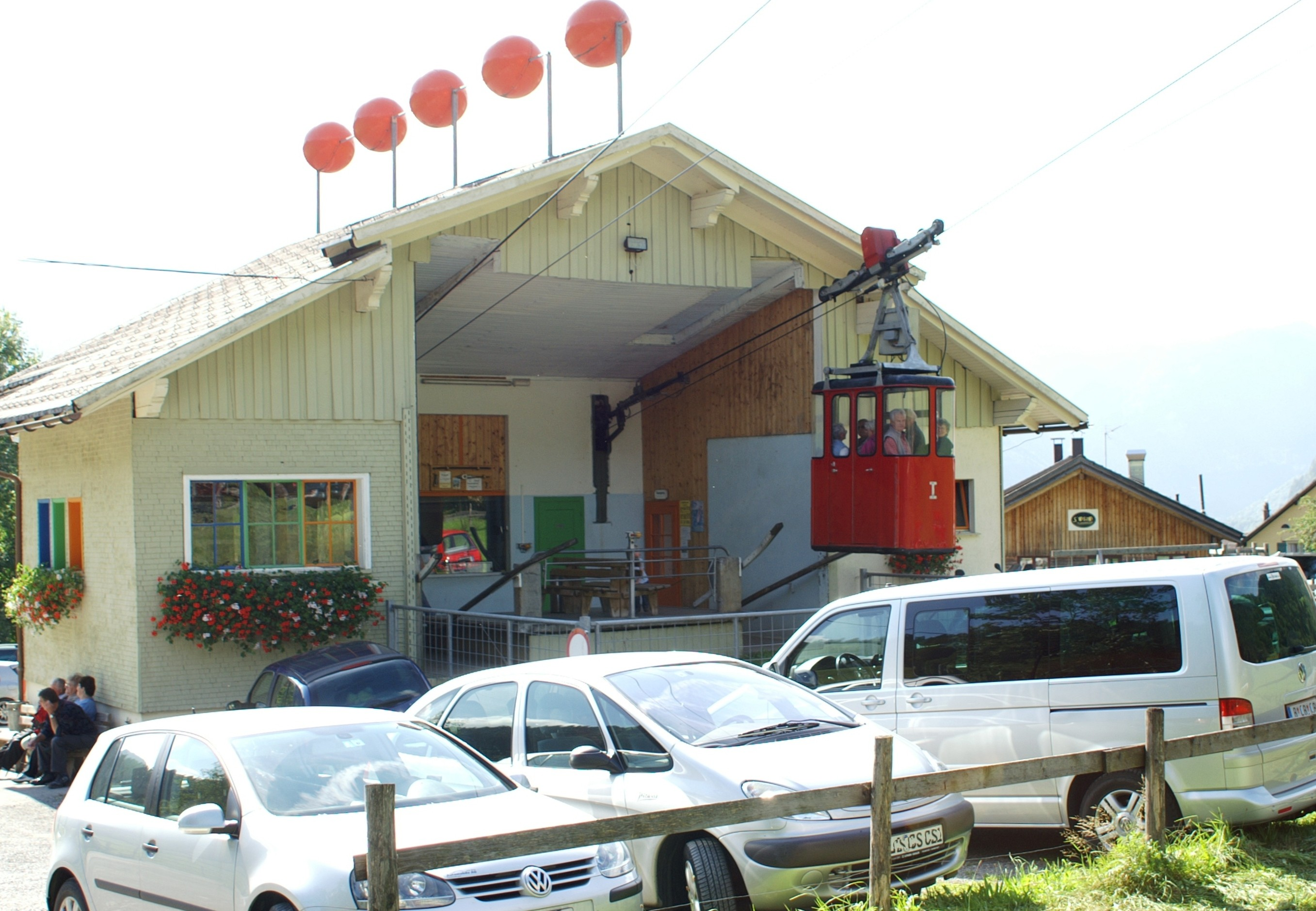
Bergbahn: (alte) Talstation

Am Ort gab es im Jahr 2003 70 Betriebe der gewerblichen Wirtschaft mit 357 Beschäftigten und 53 Lehrlingen. Lohnsteuerpflichtige Erwerbstätige gab es 805. Tourismus und Fremdenverkehr spielen eine wichtige Rolle. Im Tourismusjahr 2001/2002 gab es insgesamt 113.997 Übernachtungen. Der Ort ist überdies stark landwirtschaftlich geprägt.

### Verkehr
- Die Bregenzerwaldbahn ist als Museumsbahn zwischen Bezau und Schwarzenberg erhalten und hat in Bezau ihren Sitz und ihre Betriebsstätte.
- Bergbahnen Bezau zum „Sonderdach“ und zur „Baumgartenhöhe“

- Am Bahnhof Bezau befindet sich ein Umsteigeknoten im System des Landbus Bregenzerwald.

### Öffentliche Einrichtungen
Der Ort ist Sitz eines Bezirksgerichtes und eines Notariates, die örtlich für den überwiegenden Teil der Gemeinden des Bregenzerwaldes und des Kleinen Walsertales zuständig sind.

### Bildung
Bezau verfügt über einen Kindergarten, Pflichtschulen (Volksschule und Mittelschule) sowie über die Bezauer Wirtschaftsschulen, welche die Schultypen Handelsakademie, Werkraumschule, Höhere Lehranstalt für Tourismus und GASCHT unter einem "Dach" vereint. Am Ort gibt es 87 Schüler an der Volksschule, 196 Schüler an der Mittelschule (Stand: 2020/21)
und 384 Schüler an berufsbildenden höheren Schulen (Stand: 2021/22).

## Politik

### Gemeindevertretung
In Vorarlberg wählen die Bürger alle fünf Jahre die Mitglieder der Gemeindevertretung durch Ankreuzen eines Listen-Wahlvorschlages bzw. durch Mehrheitswahl wenn kein Listenvorschlag vorliegt. Weiters den Bürgermeister durch Ankreuzen eines Wahlvorschlages.
Die Gemeindevertretung wählt in der konstituierenden Sitzung aus ihrer Mitte – sofern keine Wahl durch die Bürger zustande kam – gemäß § 61 Gemeindegesetz einen Bürgermeister und dann einen mindestens dreiköpfigen Gemeindevorstand. Die Zahl dieser „Gemeinderäte“ darf aber gemäß § 55 den vierten Teil der Zahl der Gemeindevertreter nicht übersteigen.
Der Bürgermeister führt den Vorsitz bei den generell öffentlichen Sitzungen der Gemeindevertretung, in denen kommunale Belange besprochen und Beschlüsse gefasst werden. Beobachter haben kein Mitspracherecht und kein Stimmrecht. Die Gemeindevertretung kann nach Bedarf Ausschüsse bestellen. Sitzungen des Gemeindevorstandes und der Ausschüsse sind nicht öffentlich.

#### Sitzverteilung nach den Wahlen
- Gemeindevertretungswahlen 1985: Bezauer Liste 18.[12]
- Gemeindevertretungswahlen 1990: Bezauer Liste 18.[13]
- Gemeindevertretungswahlen 1995: Bezauer Liste 18.[14]
- Gemeindevertretungswahlen 2000: Bezauer Bürgerliste 11, Bezau 2000 5, Mehrheitsliste Bezau 2.[15]
- Gemeindevertretungswahlen 2005: Bezauer Liste 18.[16]
- Gemeindevertretungswahlen 2010: Bezauer Liste 15, Bezaubernde Demokraten 3.[17]
- Gemeindevertretungswahlen 2015: Bezauer Liste 15, Bezaubernde Demokraten 3.[18]
- Gemeindevertretungswahlen 2020: Bezauer Liste 18.[19]
- Gemeindevertretungswahlen 2025: Bezauer Liste 18.[20]

### Bürgermeister
- 1945–1956 Peter Fink[21]
- 1956–1965 Erich Schäffler[21]
- 1965–1970 Jodok Greber[21]
- 1970–1980 Erich Schäffler[21]
- 1980–1990 Walter Schwärzler[21]
- 1990–1998 Helmut Batlogg[21]
- 1998–2003 Anna Franz[21][22]
- 2003–2015 Georg Fröwis[21][23]
- 2015–2020 Gerhard Steurer[24]
- seit 2020 Hubert Graf[25]

### Wappen
Das Wappen der Marktgemeinde Bezau zeigt einen roten, von einem silbernen Balken durchgezogenen Schild, der mit einer natürlichen, entwurzelten, abgeledigten Tanne belegt ist. In der Originalfassung umgibt den Schild eine ornamentierte bronzefarbige Randeinfassung. Die entwurzelte Tanne war ein Symbol, welches in früherer Zeit fast alle Bregenzerwälder Gemeinden geführt haben.

## Persönlichkeiten

### Söhne und Töchter der Gemeinde
- Johann Wilhelm (1595– nach 1669) Zimmermann und Architekt
- Peter Thumb (1681–1766), Baumeister des Rokoko
- Johann Michael Beer von Bleichten (1700–1767), Baumeister und Architekt
- Franz Joseph Muxel (1745–1812), bayerischer Hofbildhauer
- Johann Kaspar Ratz (1786–1860), Politiker und Richter
- Jodok Friedrich Wilhelm (1797–1843), Stuckateur
- Jodocus Stülz (1799–1872), Historiker
- Andreas Fetz (1832–1899), Reichsrats- und Landtagsabgeordneter, Bregenzer Bürgermeister
- Oskar Natter (1898–1968), Landtagsabgeordneter
- Josef Anton Fink (1909–1983), Politiker, Abgeordneter zum Vorarlberger Landtag
- Leopold Bischof (1916–2012), Arzt
- Anna Franz (* 1953), Abgeordnete zum österreichischen Nationalrat
- Theresia Fröwis (* 1956), Politikerin (ÖVP)
- Sigi Innauer (* 1957), Freestyle-Skier und Gastronom
- Toni Innauer (* 1958), Skispringer und Skisprungtrainer, Olympiasieger im Skispringen
- Patrick Wirth (* 1971), Skirennläufer
- Cornelia Meusburger (* 1972), Skirennläuferin
- Katja Wirth (* 1980), Skirennläuferin
- Elisabeth Kappaurer (* 1994), Skirennläuferin

### Mit der Gemeinde verbundene Persönlichkeiten
- Christian Hiller (1880–1951), Politiker und Geistlicher